# Puerto Pizarro (Piura)
Puerto Pizarro es un caserío peruano ubicado en el distrito de Colán, perteneciente a la provincia de Paita del departamento de Piura, al norte del Perú. 

## Ubicación
Puerto Pizarro se ubica al noroeste de la provincia de Paita, en el distrito de Colán, en el departamento de Piura. 

## Demografía
En 2017 Puerto Pizarro tenía una población de 82 habitantes.